# Tchikpé
Tchikpé è un arrondissement del Benin situato nella città di Klouékanmè (dipartimento di Kouffo) con 11.695 abitanti (dato 2006).